# Berbéris à feuilles de buis
Berberis buxifolia · Calafate
Espèce
Classification phylogénétique
La Berbéris à feuilles de buis (Berberis buxifolia) est une est espèce de plantes à fleurs de la famille des Berberidaceae. C'est un arbuste de 2,50 m de hauteur  natif du Sud de l'Argentine et du Chili. Plus précisément de la province de Neuquén à l'archipel fuégien (Terre de Feu) et également autour de Talca.
Ses fruits sont comestibles. On les utilise à la fabrication de confitures, de glaces, de desserts et de tisanes. Elle est considérée comme un symbole de la Patagonie, où on l'appelle Calafate.
C'est une plante sempervirente à petites feuilles au bout épineux et de couleur vert sombre.
Les fleurs hermaphrodites sont solitaires, de couleur jaune-orangé. La floraison se situe entre octobre et janvier.
Les fruits sphériques, de couleur bleue à pourpre apparaissent de janvier à mars. Au Chili, on en fait de la liqueur de calafate.